# Muntanya de Can Fruitós
La Muntanya de Can Fruitós és una muntanya de 463 metres que es troba al municipi de Sentmenat, a la comarca del Vallès Occidental.